# EDM4S
L’EDM4S ou EDM4S SkyWiper  (en anglais : Electronic Drone Mitigation 4 - System) est un dispositif anti-drone portable de  guerre électronique produit et développé par la société lituanienne NT Service,.
Il est conçu pour perturber les drones de petite et moyenne taille en bloquant leurs communications et systèmes de navigation par satellite à l'aide d’une impulsion électromagnétique,.

## Histoire
L'appareil a été présenté pour la première fois par la société NT Service basée à Kaunas, Lituanie, lors du salon sur la sécurité et la lutte contre le terrorisme de 2019 à Londres.
En partenariat avec la société israélienne Skylock, NT Service produit également le système sous le nom de « Skybeam ».

## Description
L'appareil peut être transporté par une seule personne.
L'opérateur pointe l'appareil vers le drone et l'active pour perturber les communications du drone  avec une portée de 3 à 5 km, ainsi que ses capacités de navigation par satellite.
En fonction du niveau d'autonomie du drone, il peut alors tomber du ciel, effectuer un atterrissage contrôlé, revenir à un point de cheminement antérieur ou continuer à fonctionner normalement.
L'appareil peut avoir 4 ou 6 antennes. Par défaut, il existe deux antennes pour les bandes de fréquences 2,4 GHz et 5,8 GHz, d'une puissance de 10 W chacune, une antenne pour la bande GPS 1,5 GHz d'une puissance de 10 W et une antenne pour la bande GLONASS 1,5 GHz d'une puissance de 10 W.
L'appareil est en aluminium, la partie « pistolet » étant calquée sur le fusil d'assaut Heckler & Koch G36 – comprenant une détente pour activer l'appareil et une optique pour la visée.
Il pèse 5,5 kg et mesure 1050 × 220 × 360 mm avec la crosse déployée (830 × 220 × 360 mm sans la crosse déployée).
Il est alimenté par une batterie de 24 V, qui peut durer jusqu'à 60 minutes,.

## Utilisateurs
Lituanie
- Forces armées lituaniennes[7]

 Ukraine
- Forces armées ukrainiennes: EDM4S-UA[8],[9]

 Roumanie
- Forces armées roumaines: Skylock Skybeam[10]

## Galerie

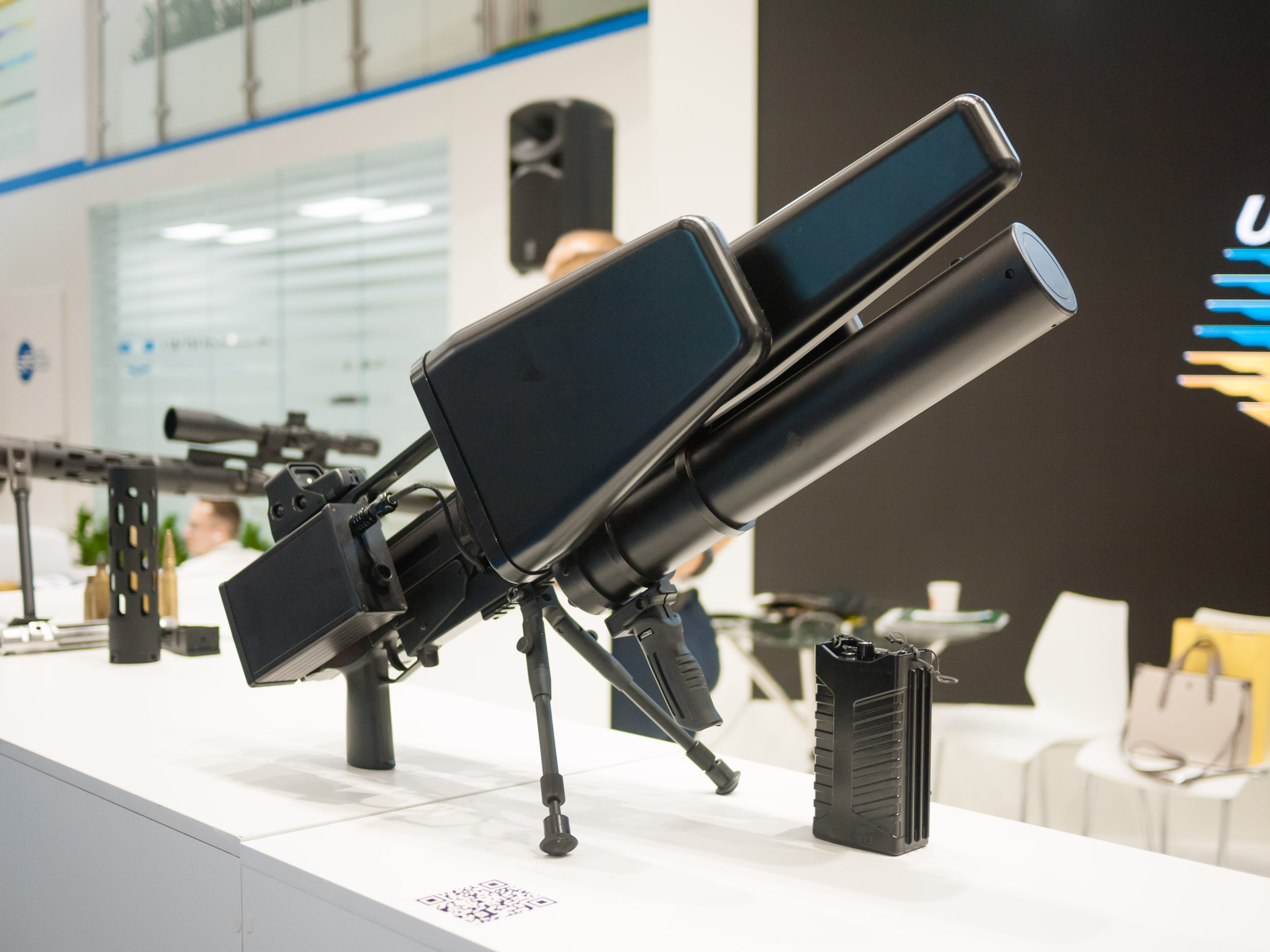
Salon militaire Zbroya ta Bezpeka, Kiev, 2021
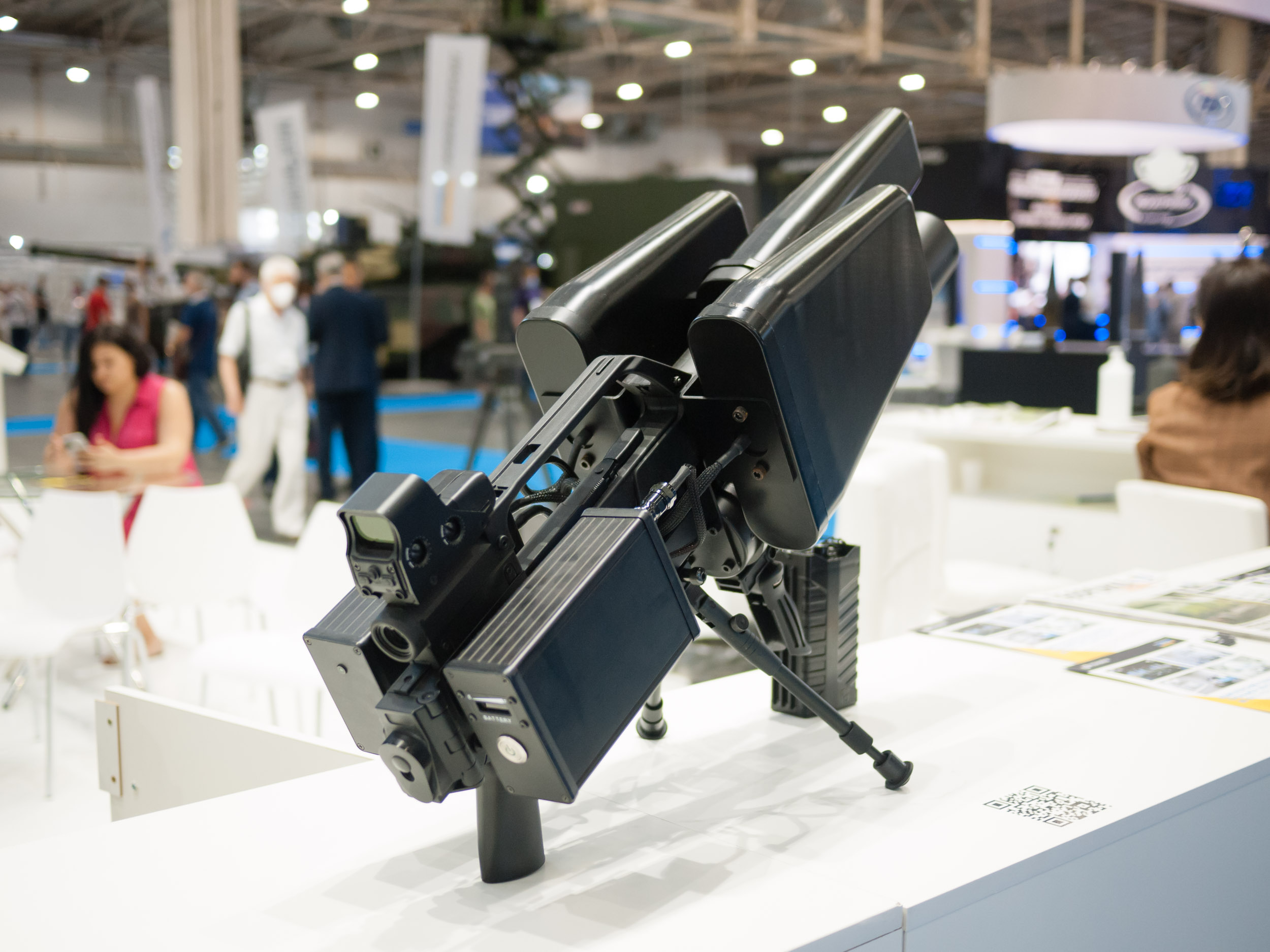